# Kocsis Erzsébet
Kocsis Erzsébet (Győr, 1965. március 11. –)  magyar válogatott kézilabdázó. A magyar válogatott színeiben olimpiai bronzérmes, illetve világbajnoki ezüstérmes lett. 1995-ben a világ legjobb kézilabdázójának választották.

## Pályafutása

### Klubcsapatban
Pályafutását szülővárosában, a Győri ETO-ban kezdte. 1989-ben igazolt a Dunaferrhez, ahol legnagyobb sikereit érte el. Kétszer nyert magyar bajnoki címet, kétszer pedig országos kupát. 1995-ben a Kupagyőztesek Európa-kupájában végzett az élen a dunaújvárosi csapattal, Kocsist pedig ebben az évben a világ legjobb kézilabdázójának választotta a Nemzetközi Kézilabda-szövetség.
Négy évvel később a legrangosabb klubsorozatban, a Bajnokok Ligájában is első helyen végzett csapatával. Egyike azon női kézilabdázóknak, akik mindhárom jelentős európai klubtrófeát megnyerték pályafutásuk során.  Pályafutását 2000-ben fejezte be, miután egy szezont még eltöltött a Kiskőrösi KC csapatában. Visszavonulását követően a Dunaferr technikai igazgatójaként dolgozott. 2009-ben a csapat súlyos pénzügyi gondokkal küzdött, játékosainak nagy részét elveszítette, ekkor Kocsis Erzsébet néhány mérkőzés erejéig visszatért a pályára.

### A válogatottban
A magyar válogatottban 1986-ban mutatkozott be, összesen 125 alkalommal viselte a címeres mezt, ezalatt pedig 328 gólt ért el. 1996-ban olimpiai bronzérmet, az egy évvel korábbi, félig hazai rendezésű világbajnokságon pedig ezüstérmet szerzett. 

## Családja
Férje, Sári Árpád kézilabdázó. Két gyermekük született, Benni és Barbara, aki szintén élvonalbeli kézilabdázó lett.

## Sikerei, díjai

### Klub
- Magyar bajnokság:
  - Győztes: 1998, 1999
- Magyar Kupa:
  - Győztes: 1998, 1999
- Bajnokok Ligája:
  - Győztes: 1999
- EHF-kupa:
  - Győztes: 1998
- Kupagyőztesek Európa-kupája:
  - Győztes: 1995
- Klubcsapatok Európa-bajnoksága:
  - Győztes: 1999
  - Bronzérmes: 1998
  - Negyedik helyezett: 1995

### Válogatott
- Olimpia:
  - Bronzérmes: 1996
- Világbajnokság:
  - Ezüstérmes: 1995

### Egyéni díjak
- A magyar bajnokság gólkirálynője: 1993
- Az év magyar kézilabdázója: 1992, 1994
- A világ legjobb kézilabdázója: 1995